# Althaus modernisieren
Althaus modernisieren ist eine deutsche Special-Interest-Zeitschrift für das Wohnen in alten Häusern. Sie erscheint seit 1973 zweimonatlich im Fachschriften-Verlag in Fellbach. Zielgruppe sind Hausbesitzer und Bauherren, die sich mit der Renovierung und Modernisierung von Altbauten beschäftigen.
Nach eigenen Angaben macht „Althaus modernisieren“ Lust auf alte Häuser, indem es durch Reportagen Ideen für das eigene Haus liefert. Ergänzende Informationen über Technik und Materialien ergänzen das Redaktionsangebot. Dabei soll die Schreibweise für den Laien verständlich und trotzdem fachlich kompetent sein.
Die Zeitschrift hatte 2019 inklusive E-Paper eine durchschnittliche Auflage von 59.000 Exemplaren.